# دهستان کمارج
دهستان کمارج نام دهستانی در بخش خشت و کمارج شهرستان کازرون، استان فارس در ایران است. براساس سرشماری مرکز آمار ایران در سال ۱۳۸۵، جمعیت آن۶۵۴۶ نفر (۹۴۶ خانوار) است. 